# Jacob Adriaensz. Backer

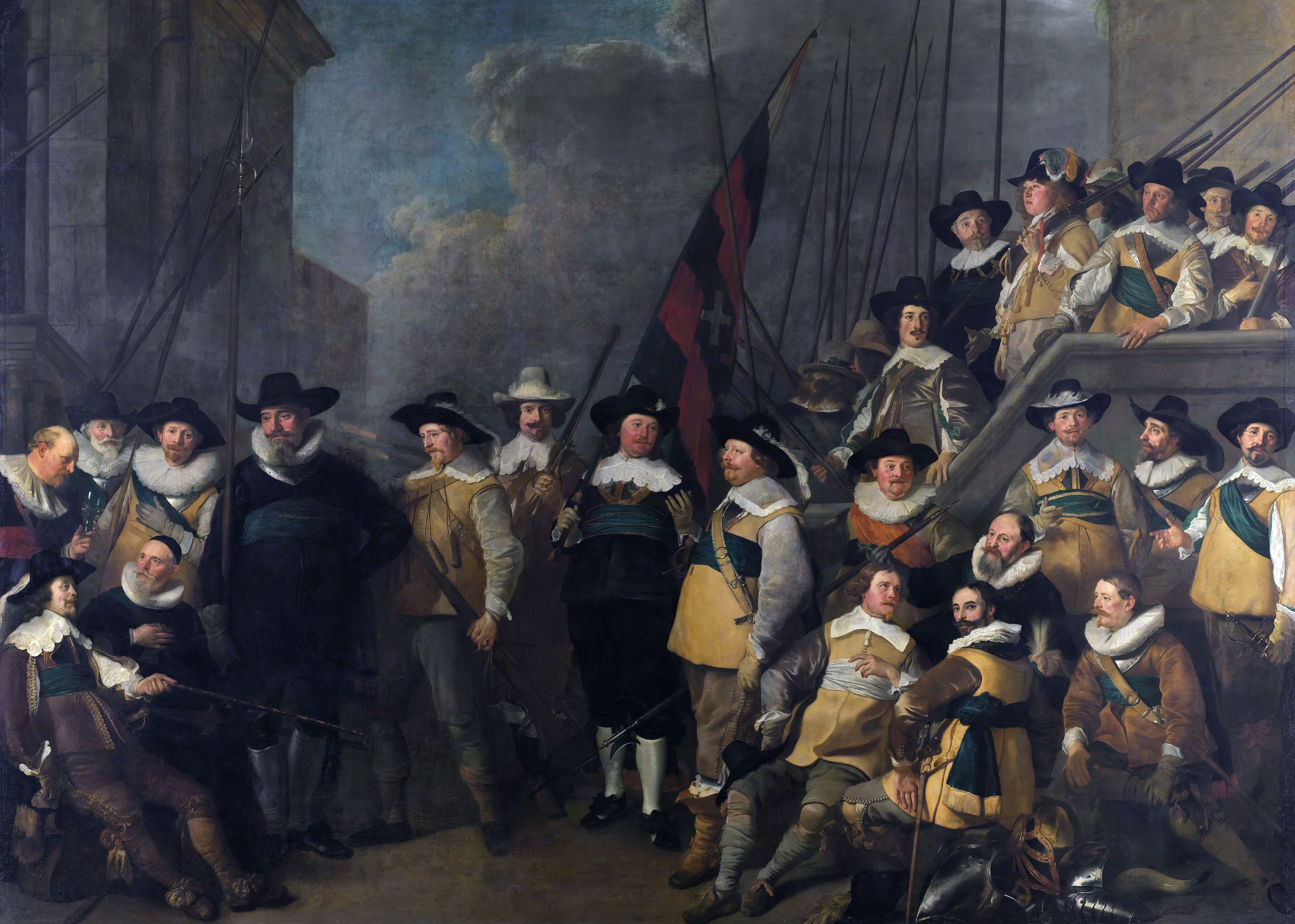
Oficiales y otros tiradores del Distrito V en Ámsterdam dirigidos por el capitán Cornelis de Graeff y el teniente Hendrick Lauwrensz (Compañía de la Guardia Cívica de los Arcabuceros) (1642), Rijksmuseum, Ámsterdam

Jacob Adriaensz. Backer (Harlingen, 1608–Ámsterdam, 27 de agosto de 1651) fue un pintor neerlandés. 

## Biografía
Discípulo de Lambert Jacobsz en Leeuwarden, en 1633 se trasladó a Ámsterdam, donde entró en el taller de Rembrandt. Realizó cuadros de tema histórico y escenas de caza, aunque fue más conocido por sus retratos, entre los que destaca Joven de gris (1634, Mauritshuis, La Haya). Su estilo era bantante parecido al de Rembrandt, hecho que en ocasiones ha originado problemas de atribución en algunas obras.
En sus cuadros religiosos y mitológicos mostró un estilo más original, en el que se denota la influencia de Rubens y la escuela de Utrecht. Realizó dibujos de desnudos, que anuncian la obra de François Boucher. Backer influyó en la obra de varios artistas, como Jacob van Loo y Abraham van den Tempel.
Su sobrino Adriaen Backer fue también pintor. No debe confundirse con Jacob de Backer, pintor flamenco del siglo XVI. 